# Jafnafell (kulle i Island, Västlandet, lat 64,99, long -22,42)
Jafnafell är en kulle i republiken Island. Den ligger i regionen Västlandet, 100 km norr om huvudstaden Reykjavík. Toppen på Jafnafell är 217 meter över havet
Trakten runt Jafnafell är nära nog obefolkad, med mindre än två invånare per kvadratkilometer. Närmaste större samhälle är Stykkishólmur, omkring 17 kilometer nordväst om Jafnafell. Trakten runt Jafnafell består i huvudsak av gräsmarker.